# پسر نوبل
پسر نوبل (به انگلیسی: Nobel Son) فیلمی محصول سال ۲۰۰۸ و به کارگردانی رندال میلر است. در این فیلم بازیگرانی همچون آلن ریکمن، برایان گرینبرگ، شان هاتوسی، مری استینبرجن، بیل پولمن، دنی دویتو، الیزا دوشکو و لیندی بوت ایفای نقش کرده‌اند.